# ديفيد هال
ديفيد هال (بالإنجليزية: David Hall)‏ (1 يناير 1950 بإنجلترا في المملكة المتحدة - ) هو لاعب كرة قدم بريطاني في مركز الوسط. لعب مع برادفورد سيتي وشيفيلد وينزداي وMossley A.F.C. ‏.